# Луцій Елій Стілон Преконін
Луцій Елій Стілон Преконін (154 — 74 роки до н. е.) — давньоримський письменник, красномовець, один з найбільших літературознавців та філологів часів Римської республіки, займався також правництвом.

## Життєпис
Луцій Елій народився у м. Ланувія в Лаціумі. Належав до стану вершників. За майстерність володіти «стилем» — засобом для писання його прозвали Стілоном, а Преконіном тому, що його батько був преконом, тобто глашатаєм у Ланувії. Про його життя у Римі мало відомостей.
Інтереси та праці Преконіна охоплювали юридичні та антикварні науки, філологію, граматику. Займався тлумачення стародавніх гімнів жерців, досліджував праці Плавта. До того ж був натхненником Марка Туллія Цицерона та Марка Теренція Варрона. Водночас був майстром промов, які складав для римської знаті.
У політичному житті був другом Квінта Цецилія Метела Нумідійського. Разом з ним був у добровільно вигнанні у 100-99 роках до н. е. Луцій Елій був послідовником стоїчної школи.
Займався правницькими заняттями, зокрема коментарями до гімнів саліїв та законів Дванадцяти таблиць.

## Твори
- Коментар до гімнів жерців-саліїв.
- Аналіз трагедій Плавта.
- Твори граматичного змісту.
- Промови.
- Визнання творів, написаних Квінтом Цецилієм Метелом Нумідійським.
- Коментар до законів Дванадцяти таблиць.